# Alel
Alel je ena od različic istega gena na genskem lokusu, ki so prisotne v populaciji osebkov iste vrste. Razlike v zaporedju DNK različnih alelov se lahko izražajo kot razlike v fenotipski lastnosti (npr. barvi), pogosto pa niso očitne.
Večina mnogoceličarjev je diploidnih: njihov genotip sestoji iz para homolognih kromosomov, torej imajo dva alela za vsak gen. Če sta oba alela enaka, pravimo, da je osebek homozigot, sicer je heterozigot. V celotni populaciji je lahko prisotnih več alelov, vendar lahko diploidni osebek od staršev podeduje samo dva od njih. Število alelov in njihova porazdelitev v populaciji je eno od meril genetske raznolikosti.
S porazdelitvijo (frekvenco) alelov je mogoče napovedati porazdelitev ustreznih genotipov v populaciji. Najpreprostejši primer opisujeta naslednji enačbi (glej Hardy-Weinbergovo načelo):
{\displaystyle p+q=1\,}
{\displaystyle p^{2}+2pq+q^{2}=1\,},
kjer je p frekvenca enega in q frekvenca drugega alela, njun seštevek pa je 1 (100 %). Posledično je p² delež osebkov v populaciji, homozigotnih za prvi alel, 2pq je delež heterozigotov, q² pa delež homozigotov za drugi alel. Če je v tej kombinaciji prvi alel dominanten, bo delež osebkov z dominantnim fenotipom enak p² + 2pq, delež osebkov z recesivnim fenotipom pa q². V praksi je dedovanje redko tako preprosto; lokusi se lahko dedujejo vezano, torej na frekvenco alelov nekega gena vplivajo frekvence alelov drugega gena, poleg tega lahko na njihovo izražanje vplivajo tudi okoljski dejavniki.

## Dominantnost in recesivnost
Izražanje določenega alela je pogosto odvisno od drugega alela v osebkovem genotipu. Če je fenotip heterozigota podoben fenotipu homozigota za enega od alelov, potem je tisti alel dominanten, drugi pa recesiven. Ta lastnost ni absolutna: obstaja cel gradient dominantnosti oz. recesivnosti, ki se lahko z evolucijo določenega alela tudi spreminja, zato govorimo o dominantnosti oz. recesivnosti samo na relaciji med konkretnimi aleli. Soroden izraz je penetranca: to je delež osebkov z določenim alelom v populaciji, pri katerih je izražena povezana fenotipska lastnost. Alel, ki je dominanten nad vsemi drugimi aleli in se vedno izrazi, ima 100 % penetranco.